# František Ladislav Rieger

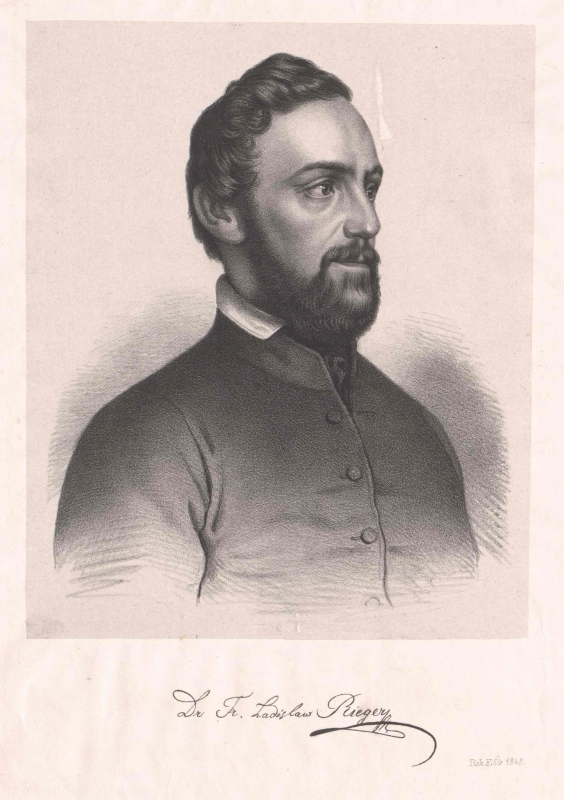
František Ladislav Rieger

František Ladislav (sinds 1897 baron) Rieger (Duits: Franz Ladislaus Freiherr von Rieger) (Semil, 10 december 1818 - Praag, 3 maart 1903) was een Tsjechisch publicist en nationalistisch politicus.

## Leven
Rieger studeerde rechten te Praag en publiceerde al vroeg in het Tsjechisch. In de Maartrevolutie van 1848 leidde hij de deputatie die de Tsjechische eisen overbracht aan Oostenrijk en bereidde hij het Panslavisch Congres voor. Hij speelde een leidende rol op de Rijksdag van Kremsier, die een nieuw federaal Oostenrijk voorbereidde. Na het mislukken van de revolutie ging hij in ballingschap in Frankrijk, maar hij keerde in 1861 terug. Hij begon in 1858 aan de eerste Tsjechische encyclopedie, Slovník naučný, waarvan het elfde en laatste deel in 1874 uitkwam. In 1861 begon hij de belangrijke krant Národní listy, die hem als politiek orgaan diende.
Na het Oktoberdiploma van 1860 leidde hij met zijn schoonvader František Palacký de Tsjechische partij. Sinds 1863 boycotten de Tsjechen op zijn instigatie het Lagerhuis van de Oostenrijkse Rijksraad en was hij alleen nog in de Boheemse landdag actief. Met de ultramontanen en feodalen ijverde hij onvermoeibaar voor herstel van de zelfstandigheid van de Boheemse Wenceslauskroon. Zijn steun voor de pro-Russische variant van het panslavisme op het Panslavisch Congres te Moskou in 1867 en zijn flirt met Frankrijk in 1869-1870 vervreemdden hem echter van de jongere leden van zijn partij. Hij leidde in 1871 de onderhandelingen met de regering-Hohenwart over Boheemse autonomie, maar eiste veel meer dan men bereid was te geven, waardoor de onderhandelingen mislukten.
Na het einde van de boycot van de Rijksraad publiceerde Rieger zijn nationalistische program, gebaseerd op Staatsrecht, dat in een autonoom Bohemen binnen de Habsburgse monarchie voorzag. Hij leidde in de Rijksraad de federalistische meerderheid die de regering-Taaffe steunde. Met de verkiezingsnederlaag van de Oude Tsjechen in 1891 verloor hij zijn zetel en trok zich terug uit de politiek.

## Werk (o.a.)
- O statcích a pracích nehmotných a jich významu i postavení v národním hospodářství (1850)
- Slovník naučný (1858-1874)
- Les Slaves d'Autriche (1860)
- Průmysl a postup výroby jeho v působení svém ke blahobytu a svobodě lidu zvláště pracujícího (1860)

- Bibliothèque nationale de France: cb126729346 (data)
- CiNii: DA09826928
- Gemeinsame Normdatei: 119006782
- International Standard Name Identifier: 0000 0001 0857 3848
- Library of Congress Control Number: nr88011574
- MusicBrainz: a1324125-32c2-4b86-bcc2-c1f4367b63d3
- Nationale Bibliotheek van Tsjechië: jk01102434
- Nationale en Universitaire bibliotheek Zagreb: 000105242
- Nederlandse Thesaurus van Auteursnamen: 135541239
- Système universitaire de documentation: 156388863
- Virtual International Authority File: 50026160
- WorldCat: E39PBJxhrxDXt3BQ86GGQJcByd